# Огнян Радев
Огнян Радев е бивш български футболист, нападател. Роден е на 21 ноември 1962 г. във Варна. Висок е 180 см и тежи 72 кг.
Играл е за Черно море (1983 – 1988; 1990 – 1992 и 1995 – 1997), Славия (1988 – 1990) и Берое (1992 – 1995). Вицешампион през 1990 г. със Славия. В А група има 160 мача и 15 гола, а в Б група има 158 мача с 62 гола. За купата на УЕФА има 2 мача за Славия.